# Austin-Healey

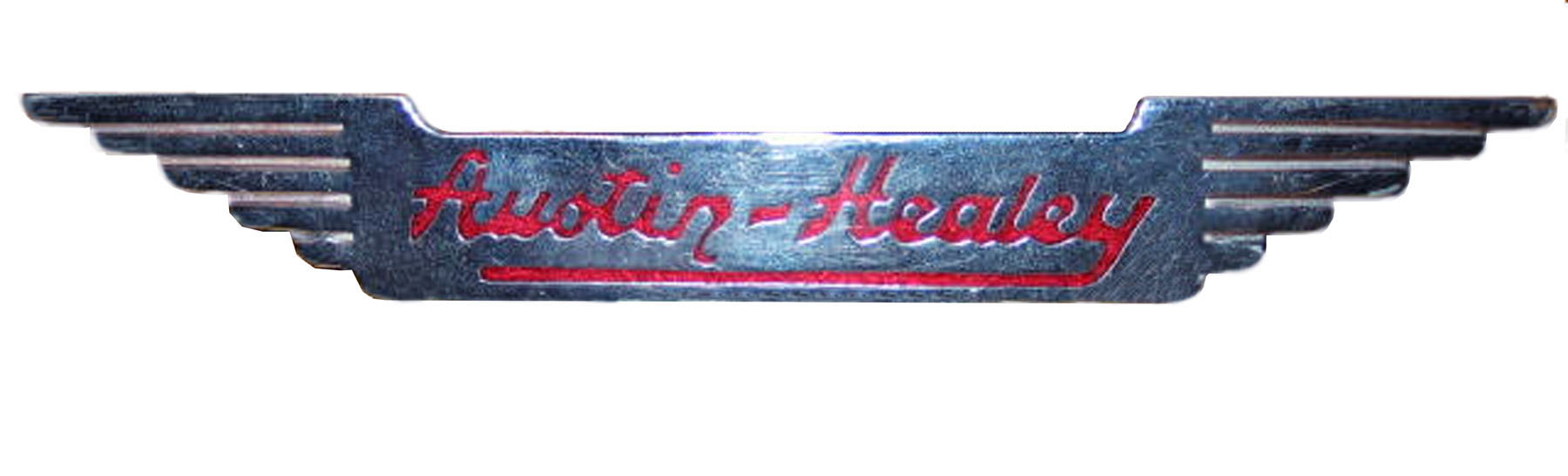
O emblema com a inscrição "Austin-Healey" colocado nos primeiros modelos

Austin-Healey foi uma fabricante britânica de carros esportivos fundada em 1952 por meio de uma joint venture entre a divisão Austin da British Motor Corporation (BMC) e a Donald Healey Motor Company (Healey), uma renomada empresa de engenharia e design automotivo. Leonard Lord representou a BMC e Donald Healey sua empresa.
A BMC se fundiu com a Jaguar Cars em 1966 para formar a British Motor Holdings (BMH). Donald Healey deixou a BMH em 1968, quando se fundiu com a British Leyland. Healey então se juntou à Jensen Motors, que fabricava carrocerias para os "grandes Healeys" desde seu início em 1952, e se tornou seu presidente em 1972. Os carros Austin-Healey foram produzidos até 1972, quando o acordo de 20 anos entre Healey e Austin chegou ao fim.

## Modelos construídos

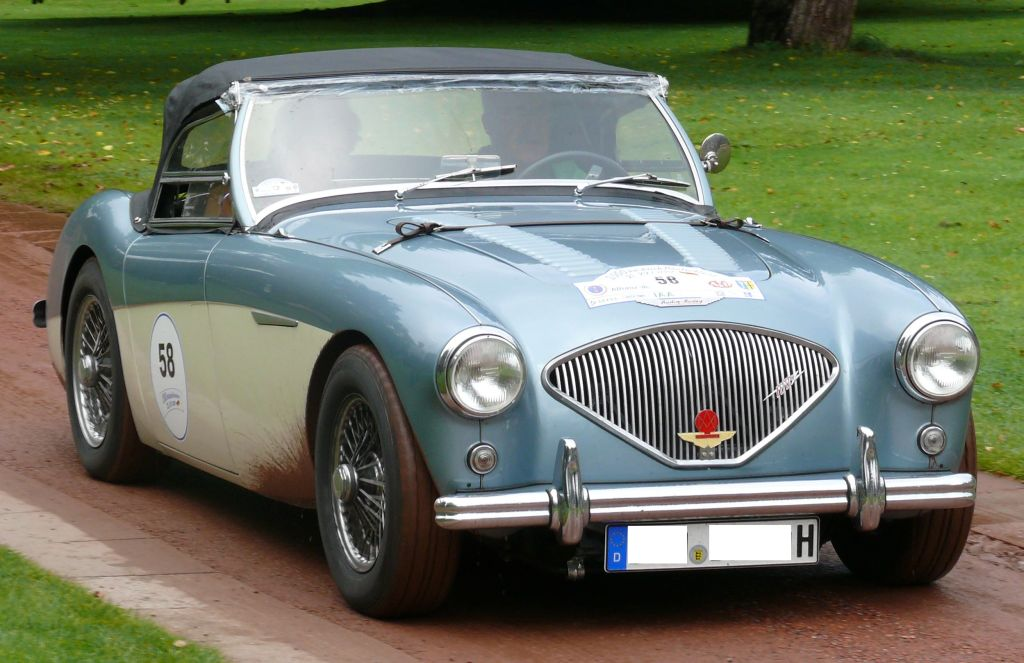
1956 Austin-Healey 100M BN2

### Austin-Healey 100
Aberto de 2 lugares (proteção mínima contra intempéries)
- 1953–55 BN1 Austin-Healey 100
- 1955 Austin-Healey 100S (produção limitada - 50 carros preparados para corrida)
- 1955–56 BN2 Austin-Healey 100 ae 100M

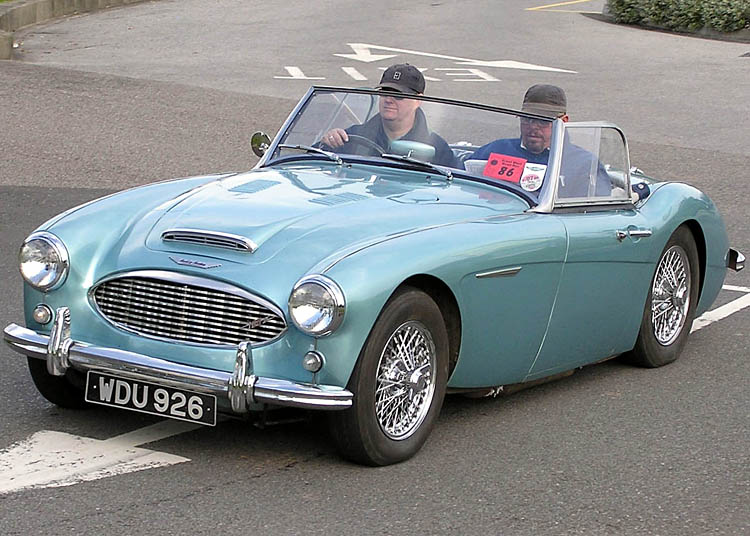
1958 Austin-Healey 100-6 BN4

### Austin-Healey 100-6
Aberto 2+2 lugares
- 1956–57 BN4 Austin-Healey 100-6 (2+2 roadster)
- 1957–59 BN4 Austin-Healey 100-6 Mudança para 1+Carboidratos SU de 3 ⁄ 4 polegadas (roadster 2+2)
- 1958–59 BN6 Austin-Healey 100-6 6-Cylinder (roadster de 2 lugares)

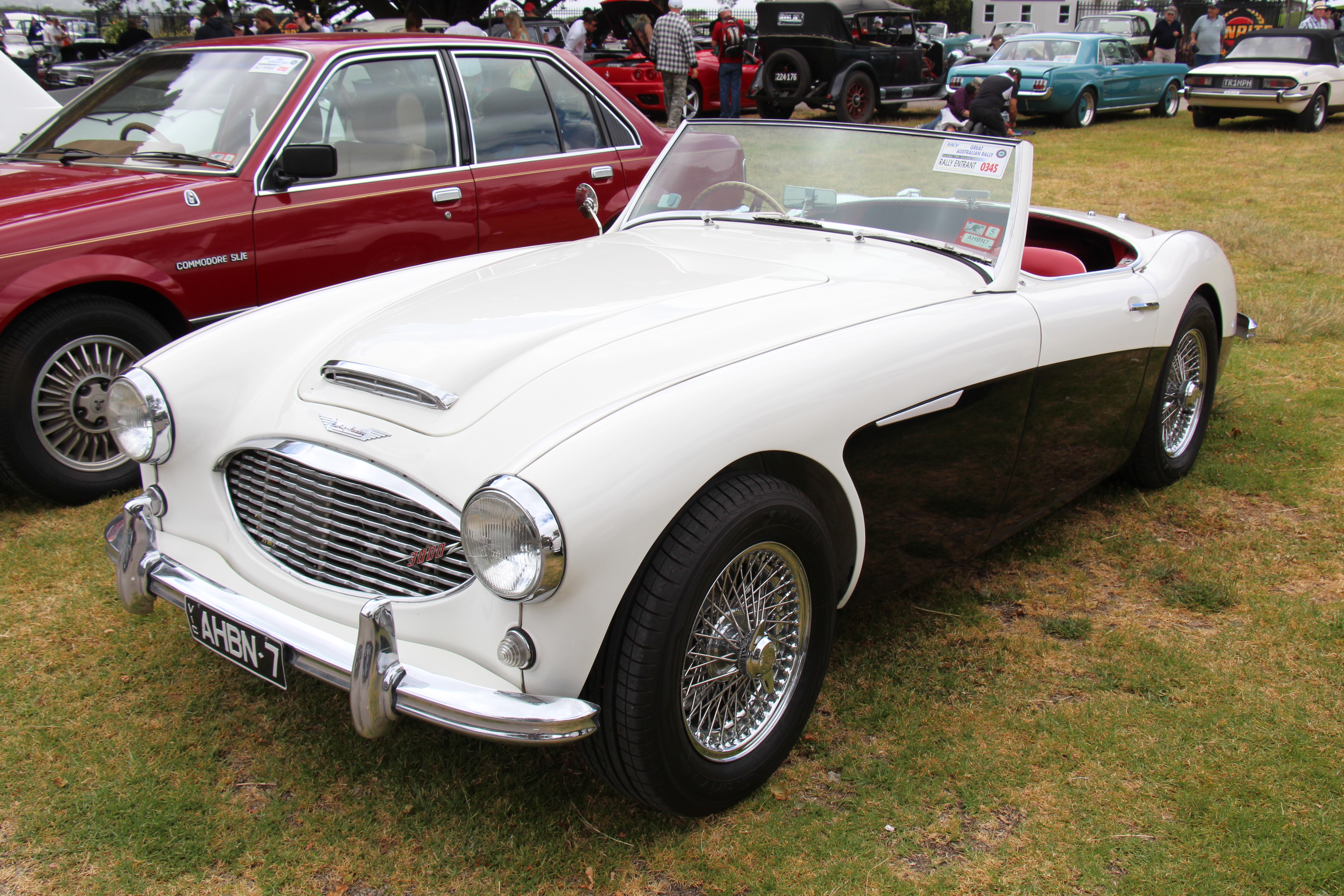
1959 Austin-Healey 3000 MkI BN7

### Austin-Healey 3000
Aberto 2+2 lugares
- 1959–61 BN7 Mark I (roadster de 2 lugares), BT7 Mark I (2+2 roadster)
- 1961–62 BN7 Mark II (roadster de 2 lugares), BT7 Mark II (2+2)

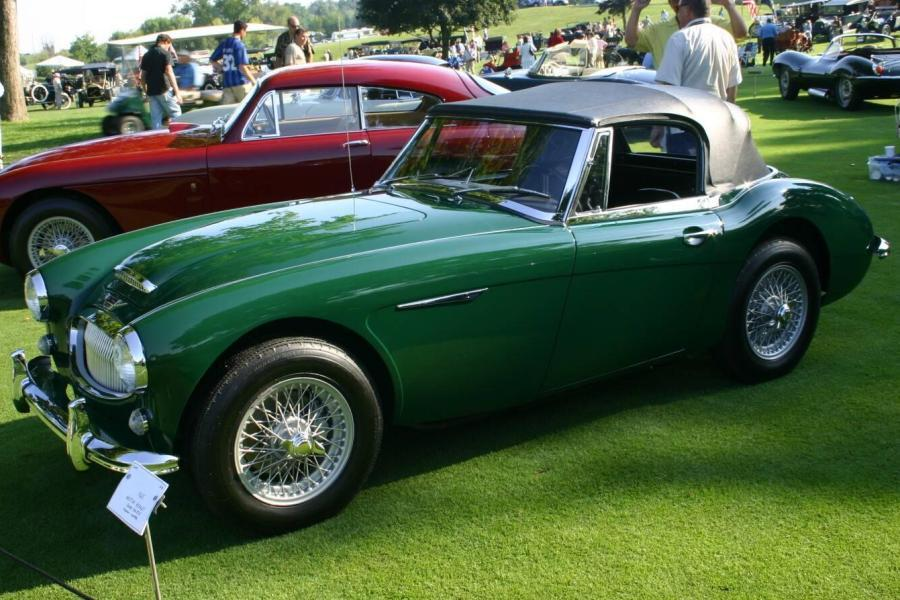
1965 Austin-Healey 3000 Mk III BJ8

Cabrio de 2+2 lugares (janelas de enrolar)
- 1962–63 BJ7 Mark II (2+2 conversível)
- 1963–67 BJ8 Mark III (2+2 conversível)

### Austin-Healey Sprite
Aberto de 2 lugares

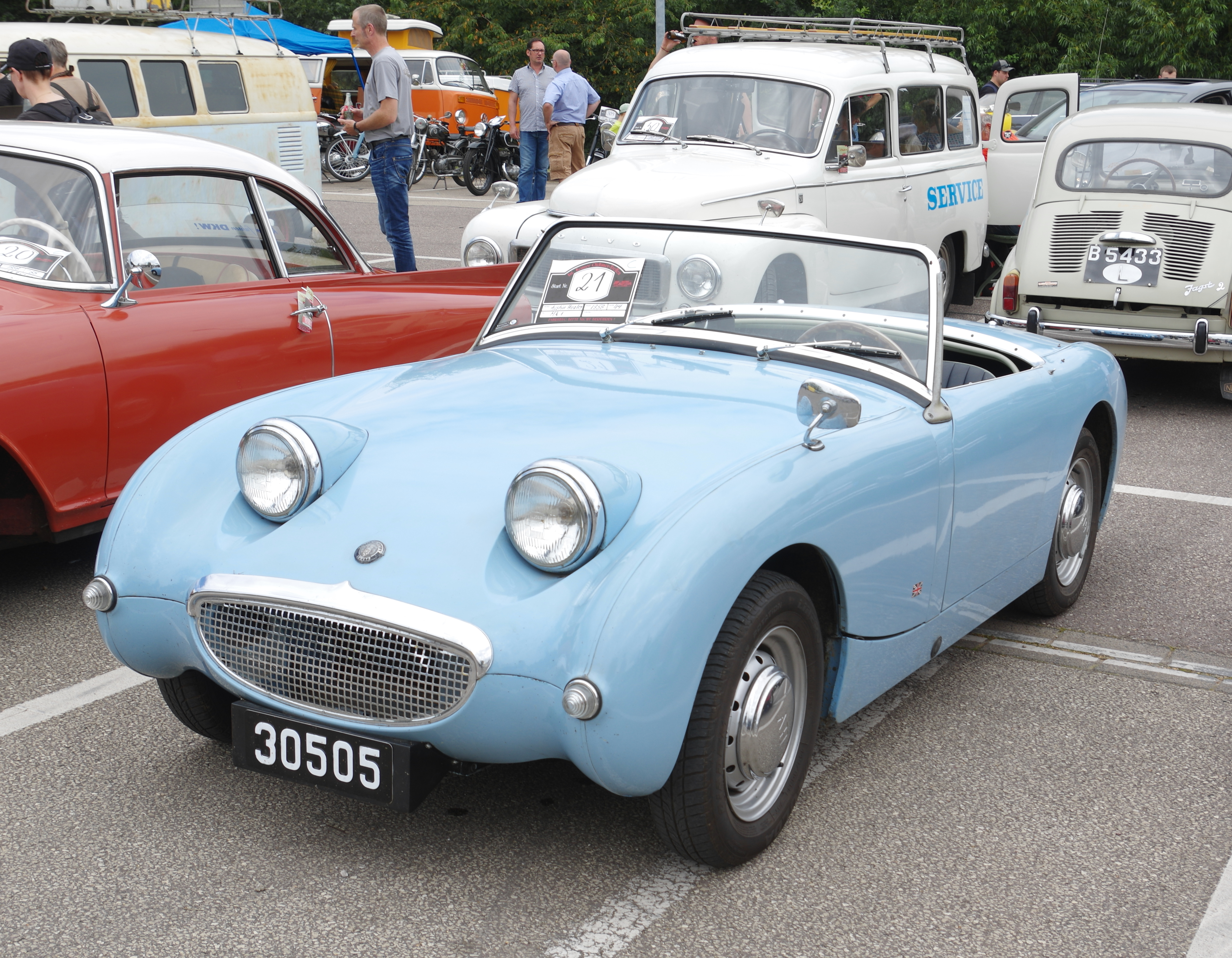
1960 Austin-Healey Sprite Mark I AN5

- 1958–61 AN5 Mark I (UK: "Frogeye"; US: "Bugeye")
- 1961–64 HAN6–HAN7 Mark II

Roadster de 2 lugares
- 1964–66 HAN8 Mark III
- 1966–69 HAN9 Mark IV
- 1969–70 HAN10 Mark IV (somente Reino Unido)
- 1971 AAN10 Mark IV (somente no Reino Unido; com o emblema de Austin em vez de Austin-Healey)

### Carros conceituais
- Austin-Healey Project Tempest (2005)